# Colin Mayer (cyclisme)
Pour les articles homonymes, voir Mayer.
Colin Mayer, né le 6 février 1962 et mort le 7 août 2009, est un coureur cycliste mauricien. 

## Biographie
Colin Mayer commence sa carrière sportive par le rugby et le volley-ball. Il joue ensuite au football,, sous les couleurs du FC Dodo Curepipe, du Grand Port United Mahébourg FC puis du Cadets Club (en). Il passe finalement au cyclisme dans les années 1990. 
En 1997, il remporte le Tour des Seychelles, alors qu'il est âgé de trente-sept ans. En 1998, il représente son pays lors des Jeux du Commonwealth, où il se classe trentième du contre-la-montre. Il termine également huitième du championnat d'Afrique du contre-la-montre en 2001. Lors des Jeux des Îles de 2003, il s'impose sur le contre-la-contre par équipes avec ses coéquipiers de Maurice. La même année, il devient champion national du contre-la-montre. Il remporte de nouveau ce titre en 2006. 
En aout 2009, il accompagne à Moscou son fils James Colin Mayer, qui doit participer aux championnats du monde juniors. Lors d'une séance d'entraînement avec ce dernier, il percute violemment un cycliste allemand qui roulait en sens inverse. Victime d'une perforation du foie, il est transporté à l'hôpital le plus proche en urgence absolue, avec une hémorragie interne. Il succombe malheureusement à ses blessures, trois jours après l'accident,. 
Son neveu Alexandre est lui aussi coureur cycliste.

## Palmarès
- 1997
  - Tour des Seychelles
- 2003
  -  Médaillé d'or du contre-la-montre par équipes aux Jeux des îles de l'océan Indien
  -  Champion de Maurice du contre-la-montre
  - 6e étape du Tour des Seychelles
- 2006
  -  Champion de Maurice du contre-la-montre